# Claudia Sonn
Claudia Sonn (* 7. Januar 1966) ist eine ehemalige deutsche Fußballspielerin.

## Karriere
Sonn gehörte dem SC Husen-Kurl, einen im Dortmunder Stadtbezirk Scharnhorst im Stadtteil Husen ansässigen Sportverein, an.
Am 17. September 1988 kam sie zu Nationalspieler-Ehren, denn sie wurde im fünften EM-Qualifikationsspiel der Gruppe 3 für die Europameisterschaft 1989 im eigenen Land beim 10:0-Sieg über die Schweizer Fussballnationalmannschaft in Binningen als Mittelfeldspielerin eingesetzt und erzielte mit den Treffern zum 5:0 in der 43. und 6:0 in der 55. Minute ihre ersten zwei von drei Länderspieltoren. Ihr drittes erzielte sie in ihrem siebten und letzten Einsatz für den DFB am 21. März 1989 in Sofia beim 3:1-Sieg im Testspiel gegen die Nationalmannschaft Bulgariens.